# Zweder van Culemborg
Zweder van Culemborg (auch Sweder) (* 14. Jahrhundert oder 15. Jahrhundert; † 22. September 1433 in Basel) war von 1425 bis 1433 umstrittener Bischof von Utrecht in der Zeit des Utrechter Schismas.

## Leben
Er stammte aus dem Geschlecht der Herren von Culemborg oder Cuylenburg. Er trat in den geistlichen Stand ein und wurde 1414 Dompropst von Utrecht. Nach dem Tod des Bischofs Friedrich von Blankenheim machte er sich Hoffnungen dessen Nachfolger zu werden. Er bekam bei der Wahl aber nur wenige Stimmen und erkannte Rudolf von Diepholz zunächst an. Dieser hatte zwar die meisten Stimmen aber nicht die Mehrheit erhalten. Papst Martin V. erkannte die Wahl zudem nicht an. Dieser providierte den Bischof von Speyer Raban von Helmstatt. Der lehnte ab und kam mit Zweder van Culemborg zu einer Übereinkunft. Nach Geldzahlungen verzichtete Raban von Helmstatt zu Gunsten von diesem auf das Bischofsamt.
Dieser hatte damit auch die päpstliche Unterstützung und übergab die Dompropstei an Rudolf von Diepholz und beanspruchte selbst das Bischofsamt. Die fünf zur Bischofswahl berechtigten Kapitel erkannten ihn an. Die wichtigsten Städte von Overijssel hatten jedoch zuvor bereits Rudolfs von Diepholz anerkannt und zogen weitere Unterstützer an sich. Zweder van Culemborg gelang es zwar Amersfoort zu gewinnen und dadurch die beiden Teile des Hochstifts Utrecht voneinander zu trennen, aber ihm gelang nicht der Einzug in Utrecht selbst. Unterstützung bekam er von Philipp von Burgund. Zweder van Culemborg setzte auch geistliche Waffen ein und verkündete das Interdikt über seine Gegner. Dies zwang Teile der Geistlichen dazu, das Land zu verlassen.
Der Konflikt um das Bischofsamt überschnitt sich mit dem Haken-und-Kabeljau-Krieg. Dabei unterstützte die Gruppe der Kabeljaus Zweder von Culemborg. Nachdem die Gegenseite der Haken stärker wurde, schwächte dies auch die Position des Bischofs. Schließlich wurde er von den Ständen abgesetzt und Rudolf von Diepholz zum Defensor des Stifts ernannt. Zweder musste sogar Amersfoort räumen und in den Herrschaftsbereich seiner Familie fliehen. Schließlich entschied Papst Eugen IV. 1432 zu Gunsten von Rudolf von Diepholz. Zweder von Culemborg erhielt das Titularbistum von Cäsarea. Dennoch hielt er an seinem Anspruch auf das Bistum Utrecht fest. Vom Konzil in Basel erhielt er seine Anerkennung zurück. Sein früherer Verbündeter Philipp von Burgund legte Widerspruch ein und es begann ein neuer Rechtsstreit. 
Zweder verstarb während des Konzils zu Basel. In der Kartause Basel wurde sein Totenschild aufbewahrt. Nach seinem Tod stritten Rudolf von Diepholz und Walram von Moers um das Bischofsamt.
Der Notname des Buchmalers Meister des Zweder van Culemborg geht auf den Namen des Bischofs zurück.